# Танагра плямиста
Тана́гра плямиста (Tangara dowii) — вид горобцеподібних птахів родини саякових (Thraupidae). Мешкає в Коста-Риці і Панамі.

## Опис

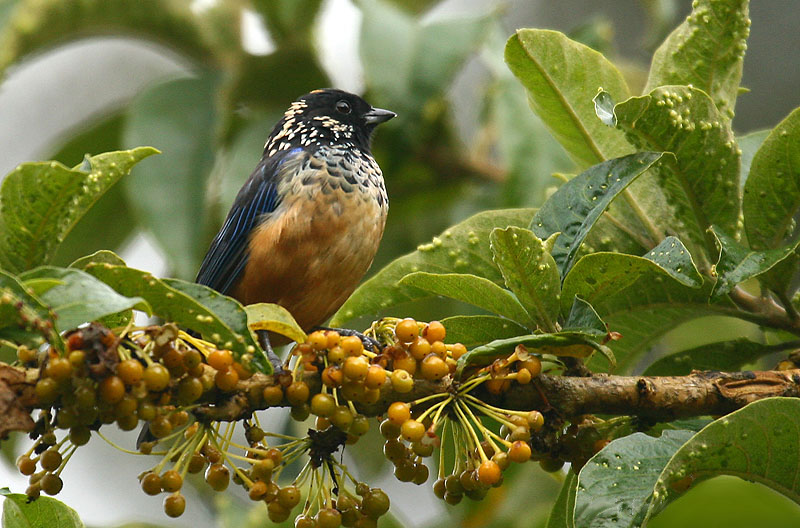
Плямиста танагра

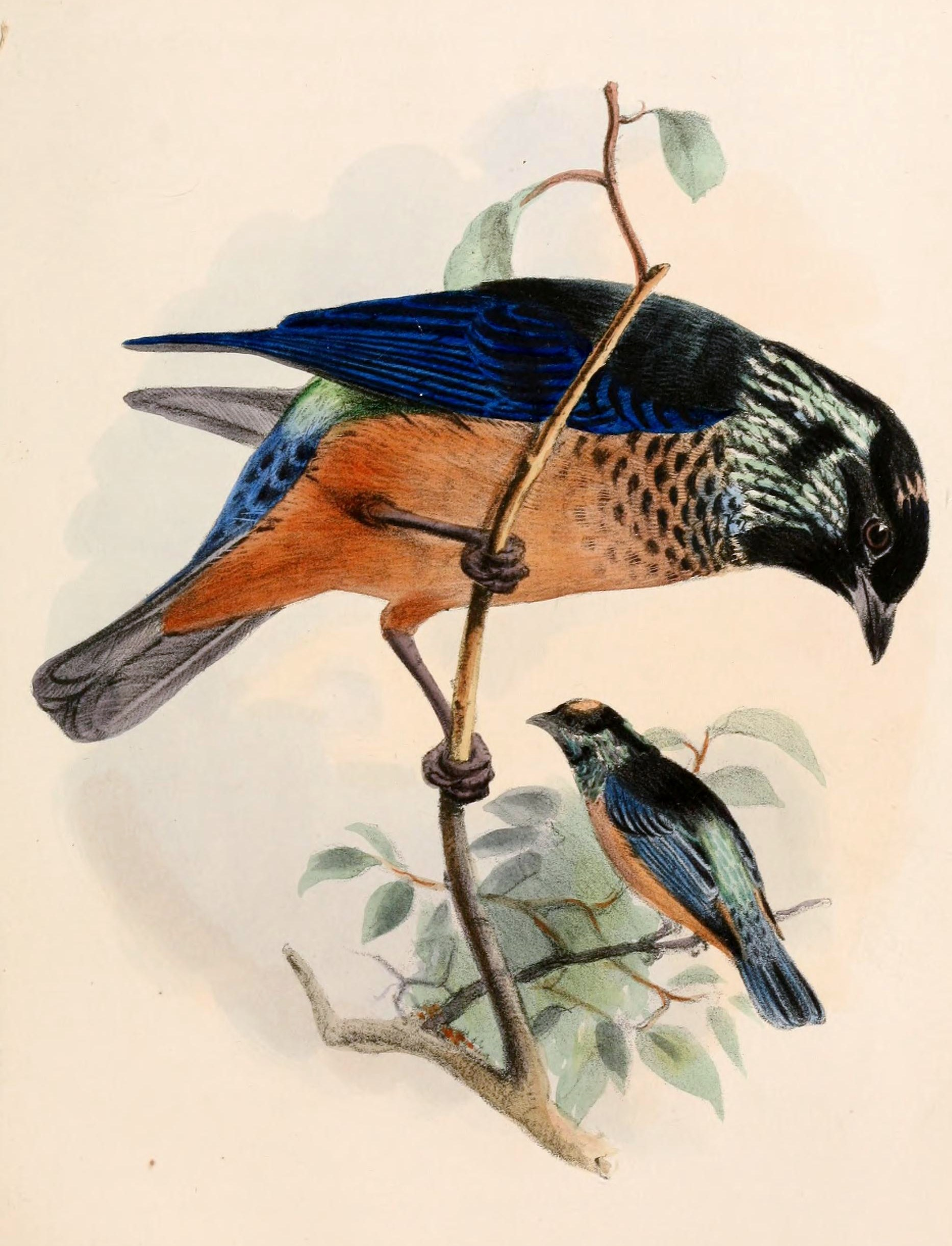
Плямиста танагра

Довжина птаха становить 12-13 см, вага 20 г. Голова, горло і верхня частина тіла чорні, груди, скроні і шия поцятковані синім лускоподібним візерунком, на тімені рудувата пляма. Крила і хвіст чорні з синіми краями. Надхвістя зелене, груди поцятковані темними плямами, живіт рудувато-коричневий. У самиць на шиї і грудях менше плям, ніж у самців. Молоді птахи мають менш яскраве забарвлення, лускоподібний візерунок у них менш виражений.

## Поширення і екологія
Плямисті танагри мешкають на високогір'ях Коста-Рики і західної Панами. Вони живуть у вологих гірських тропічних лісах з великою кількістю епіфітів. Зустрічаються парами або зграйками, переважно на висоті від 1300 до 2700 м над рівнем моря. Іноді приєднуються до змішаних зграй птахів разом з зеленниками. Живляться комахами, павуками та іншими безхребетними, а також ягодами і дрібними плодами Fuchisia, Satyria, Cavendishia і Gaiadendron. Гніздо чашоподібне, в кладці 2 яйця.